# SV DESS
SV DESS is een Nederlandse amateurvoetbalclub uit Sijbekarspel/Benningbroek, opgericht in 1929. De spelers dragen een wit shirt, rode broek en rode sokken. Het eerste elftal komt uit in de Vijfde klasse zondag (seizoen 2020/21).
De veldvoetbaltak speelt op het eigen sportpark te Benningbroek, de volleybaltak van DESS speelt wedstrijden op recreatief niveau in de nabije omgeving en traint in de gymzaal van dorpshuis de Vang. 
De afdeling zaalvoetbal heeft haar thuiswedstrijden in sporthal de Bloesem te Wognum.

## Competitieresultaten 1951–2018
| 10 1B |

|  |

|  |

|  |

| 3 3B |

| 5 3B |

| 4 3B |

| 11 3B |

| 6 3B |

|  |

|  |

|  |

| 4 8A |

| 2 8A |

| 11 6C |

| 13 6B |

| 5 7A |

| 1 7A |

| 3 6B |

| 3 6B |

| 4 6B |

| 7 6B |

| 7 6B |

| 8 6A |

| 4 6A |

| 12 5B |

| 9 6A |

| 4 6A |

| 11 5B |

| 8 5A |

| 10 5A |

| - 5B |

| Vijfde klasse  | Zesde klasse   | Eerste klasse NHVB |
| Zevende klasse | Achtste klasse | Derde klasse NHVB  |